# Rosalba peraffinis
Rosalba peraffinis är en skalbaggsart som först beskrevs av Stefan von Breuning 1940.  Rosalba peraffinis ingår i släktet Rosalba och familjen långhorningar. Inga underarter finns listade i Catalogue of Life.